# Annemarie Forder
Annemarie Forder (* 31. Januar 1978 in Gold Coast) ist eine ehemalige australische Sportschützin. Sie schoss mit der Pistole.

## Erfolge
Annemarie Forder nahm an zwei Olympischen Spielen teil: bei den Olympischen Spielen 1996 in Atlanta belegte sie mit der Luftpistole den 23. Platz. In Sydney qualifizierte sie sich 2000 mit 385 Punkten als Fünfte der Qualifikation für die Finalrunde, die sie mit 484,0 Punkten auf dem dritten Rang abschloss und damit die Bronzemedaille erhielt. Bei Commonwealth Games gewann Forder vier Medaillen: 1998 sicherte sie sich in Kuala Lumpur mit der Luftpistole im Einzel und im Paar jeweils Gold, 2002 gewann sie in Manchester in diesen beiden Disziplinen Bronze.